# Автоматичний пістолет (оповідання)
«Автоматичний пістолет» (англ. The Automatic Pistol) — містичне оповідання Фріца Лайбера, вперше опубліковане в травні 1940 року журналом «Weird Tales».

## Сюжет
Член банди бутлегерів Інкі Козакс дуже любив свій пістолет чим дратував вожака Антона Ларсона.
По завершенні діяльності, кожен з учасників банди сумарно отримав чималу суму.
Ларсон вбиває Інкі через його долю та забирає пістолет.
Іншим членам він вигадує історію про напад конкурентів.
Члени банди помічають у Ларсона пістолет Інкі і те як він залишений без нагляду завжди повертається у бік Ларсона.
Вони намагаються завадити вбивству, однак пістолет зрештою виконує свою місію.